# Georg Klein (Gestapo)
Georg Michael Klein (* 2. September 1895 in Egling an der Paar; † 14. April 1966 in Kiel) war ein deutscher Jurist, Gestapobeamter und SS-Führer, zuletzt im Rang eines SS-Oberführers, Oberst der Polizei und Oberregierungsrat.

## Leben
Klein beendete seine Schullaufbahn im Juli 1914 mit dem Abitur an einem humanistischen Gymnasium in München. Nach Ausbruch des Ersten Weltkrieges rückte er als Freiwilliger zum Infanterie-Leib-Regiment der Bayerischen Armee in München ein und nahm ab Frühjahr 1915 mit dem 15. Infanterie-Regiment „König Friedrich August von Sachsen“ an Kampfhandlungen teil. Bei Verdun wurde er 1916 gefangen genommen und kehrte als Leutnant der Reserve 1920 aus französischer Kriegsgefangenschaft nach Deutschland zurück.
Von 1920 bis 1924 studierte er Rechtswissenschaft und schloss das Jurastudium nach dem Rechtsreferendariat 1927 mit dem zweiten juristischen Staatsexamen ab. Anschließend war er zunächst als Regierungsassessor in Landshut und von Anfang August 1928 bis Mitte Mai 1934 Bezirksamtmann in Regen.
Nach der Machtübergabe an die Nationalsozialisten trat er Anfang Juli 1933 der SA bei, zuvor hatte er sich bereits von 1921 bis 1923 beim Bund Oberland betätigt. Zudem war er bis Mai 1934 Kreisamtsleiter der NSV in Regen. Im Rang eines SA-Rottenführers wechselte er im Juli 1934 zur SS (SS-Nr. 107.200) und stieg dort im November 1941 bis zum SS-Oberführer auf. Klein beantragte am 1. Juni 1937 die Aufnahme in die NSDAP und wurde rückwirkend zum 1. Mai desselben Jahres aufgenommen (Mitgliedsnummer 4.583.162).
Zum Regierungsrat befördert war er ab Mitte Mai 1934 für zwei Jahre bei der Bayerischen Politischen Polizei tätig. Danach trat er in die Dienste des Geheimen Staatspolizeiamts (Berlin) und wurde schließlich als Oberregierungsrat 1936 mit der Leitung der Staatspolizeistelle Leipzig betraut. Von 1939 bis Dezember 1942 war er Inspekteur der Sicherheitspolizei und des SD (IdS) in Dresden und leitete die Staatspolizeileitstelle Dresden. Im Oktober zum Oberst der Polizei befördert, wechselte er Mitte Dezember 1942 als IdS nach Nürnberg. Von Anfang Juni 1944 bis zum September 1944 war er noch im Amt IV (Gestapo) des Reichssicherheitshauptamtes (RSHA) tätig. Anschließend war er als Kommandeur der Sicherheitspolizei und des SD (KdS) auf Schloss Waldbichl, Tarnname für Schloss Hirschberg am Haarsee, eingesetzt.
Nach Kriegsende befand er sich unter dem Aliasnamen Georg Kleinter in Kriegsgefangenschaft. Nach Entlassung aus der alliierten Internierung zog er nach Kiel, wo er danach unter seinem Echtnamen als Kaufmann tätig wurde.